# 田端信廣
田端 信廣（たばた のぶひろ、1948年 ‐ ）は、日本の哲学者。同志社大学名誉教授。

## 来歴
1975年　京都大学文学部哲学科哲学専攻
1977年　同志社大学文学研究科哲学専攻
1982年　同志社大学文学研究科哲学および哲学史専攻

## 委員歴
1997年‐2001年　日本哲学会　公募論文審査委員
2001年　関西哲学会　委員
2008年　Societas Philosophiae Doshisha　委員
2012年　日本ヘーゲル学会　委員

## 受賞歴
2016年　日本フィヒテ協会　フィヒテ賞

## 著書
- 『ラインホルト哲学研究序説』、萌書房、2015年